# Michele Paternò Castello di Bicocca
Michele Paternò Castello di Bicocca (1837 – Catania, 6 febbraio 1919) è stato un politico italiano.

## Biografia
Figlio di Luigi Paternò Castello (* 25.12.1813 - 02.01.1843) e Maria Anna La Rosa, è stato l'VIII barone di Bicocca, dei principi di Biscari e dei duchi di Carcaci. Fu sindaco di Catania dal 25 settembre 1886 all'ottobre 1886. Sposò nel 1854 Rachele Maddiona. Nipote di Benedetto Sardo Maugeri.